# Florencia Mauro
Florencia Mauro (Buenos Aires, 29 de noviembre de 1973) es una periodista, guionista y productora de televisión y radio argentina, reconocida por su trabajo con la cadena Telefe, con Billboard Argentina y en el programa Me gusta el domingo de Canal 9. Ha participado como periodista o jurado en eventos como la Bienal de Arte Joven de Buenos Aires, los Premios Grammy Latinos, el Festival Internacional de la Canción de Viña del Mar, los Premios Mercedes Sosa, los Premios Lo Nuestro y el Buenos Aires Music Video Festival. También se ha desempeñado como productora musical de programas como Graduados, Por el mundo, La Voz Argentina, Tu cara me suena y Susana Giménez.
En 2023 fue incluida en la lista LAMC Wonder Women, elaborada por la Latin Alternative Music Conference, en la que se exalta la labor de 24 mujeres relacionadas con el negocio de la música.

## Biografía

### Primeros años y estudios
Mauro nació el 29 de noviembre de 1973 en Buenos Aires, Argentina. Se licenció en Producción y Dirección Radial y Televisiva en 1996 en la Universidad de Belgrano y realizó un Técnico Universitario en Guiones en la misma institución en 1995.

### Carrera

#### Radio Mar del Plata, Telefe yBillboardArgentina
En 1996 tuvo su primera experiencia laboral en los medios al realizar una pasantía en Radio Mar del Plata en un programa conducido por el locutor Juan Alberto Mateyko. Ese mismo año se vinculó profesionalmente con Telefe, cadena donde trabajó como coordinadora y productora musical, periodista y productora de programación.
A finales de la década de 2000, mientras trabajaba con el canal Telefe Internacional, empezó a realizar notas periodísticas con artistas como Alejandro Sanz, Antonio Orozco, Ricky Martin y Luis Fonsi y a cubrir eventos especiales. Mientras realizaba labor de prensa en los premios de la emisora Los 40 en España, conoció a la periodista colombiana Leila Cobo, quien años más tarde la convocaría para participar de los paneles del Billboard Latin Week y en la revista Nexos de American Airlines.
En 2016 trabajó con Billboard Latino como parte de un panel especializado en sincronizaciones musicales en Miami y un año después fue escogida como jurado en la Bienal de Arte Joven de Buenos Aires. Durante su carrera ha realizado coberturas periodísticas en eventos como el Grammy Latino, el Festival Internacional de la Canción de Viña del Mar, los Premios Lo Nuestro, los Billboard Latinos y los Premios Los 40, y ha entrevistado a artistas y agrupaciones como One Direction, Ricardo Arjona, J Balvin, Mau y Ricky, Natti Natasha, Prince Royce, Carlos Baute y Daddy Yankee. En Telefe se desempeñó además como productora musical de programas como Graduados, Por el mundo —conducido por Marley—, La Voz Argentina, Tu cara me suena y Susana Giménez.

#### Agencia FM, otros proyectos
En 2019 se desvinculó de Telefe para iniciar su propia compañía de promoción de nuevos artistas, cobertura de eventos nacionales e internacionales y agencia de noticias de música llamada Agencia FM. Mediante su empresa ha prestado servicios para medios como Billboard Argentina, TVE, Canal 9, Red+, las revistas uruguayas Gente y Portada y el programa de televisión Me gusta el domingo, entre otros. En una entrevista con Billboard, Mauro afirmó su llegada al elenco del programa radial La Nube en la emisora Radio del Plata, en el cual realizó entrevistas a diversos artistas musicales.
En septiembre de 2021, Mauro fue anunciada como parte del jurado de los Premios Mercedes Sosa para músicos argentinos en las categorías de folclore tradicional y folclore alternativo. La ceremonia se realizó en el mes de diciembre de 2021 en Tucumán.
En marzo de 2023, la revista Billboard anunció que Mauro fue selecciona para integrar la lista 2023 LAMC Wonder Women, en la que se exalta la labor de 24 mujeres relacionadas con el negocio de la música. El evento se llevó a cabo en el mes de julio en la ciudad de Nueva York.

#### Actualidad
El 14 de octubre de 2024, durante la Semana de la Música Latina, Mauro presentó un panel titulado «Entre amigas» junto con la rapera y cantante argentina La Joaqui y la artista mexicana Kenia Os. El mismo año participó como jurado en el Buenos Aires Music Video Festival BAMV, celebrado entre los días 28 y 31 de octubre.

## Premios y reconocimientos
| Año  | Organización y/o evento            | Categoría         | Resultado | Ref.  |
| ---- | ---------------------------------- | ----------------- | --------- | ----- |
| 2023 | Latin Alternative Music Conference | LAMC Wonder Women | Ganadora  | [ 2 ] |